# Judith Auer
Judith Auer, née Vallentin, le 19 septembre 1905 à Zürich et morte le 27 octobre 1944 à la prison de Plötzensee est une résistante allemande au nazisme.

## Éléments biographiques
Ses parents sont l'écrivain communiste Franz Vallentin, et son épouse, Margaret Hoffmeister. Judith naît en 1905 à Zurich et en 1907 la famille s'installe à Berlin. Judith et sa sœur, Ruth, y fréquentent une école privée et ensuite un lycée où elles décrochent un baccalauréat. Lors du décès prématuré des parents, en 1917, Judith est confiée à une famille juive aisée. Elle commence à étudier la musique dans l'espoir de devenir pianiste, mais doit interrompre sa formation musicale pour des raisons financières.
En 1924, elle est étudiante et adhère à la Ligue des jeunes communistes d'Allemagne (Kommunistischen Jugendverband (KJVD). Elle s'installe à Berlin en 1925 et épouse l'année suivante Erich Auer, un permanent du Parti communiste d'Allemagne (KPD). En 1927, elle adhère au KPD. En 1928, le couple se rend à Moscou et travaille pour le bureau de l'Internationale communiste.
En 1929, ils ont une fille, Ruth. Pour gagner de l'argent, Judith apprend la dactylographie et la sténographie et accepte un emploi de secrétaire au sein du KPD.
À partir de 1933, elle devient une militante antifasciste contre le réarmement et la guerre.
En 1937, elle est engagée par la société AEG et travaille pour une usine de câble dans le quartier de Berlin-Oberschöneweide d'abord en tant que dactylo puis, en 1939 en tant que gestionnaire de stock. Le couple se sépare cette même année. C'est à cette époque qu'elle entre dans le groupe de résistance dirigé par le soudeur suisse Fritz Plön, lui-même en liaison avec un groupe formé par Anton Saefkow, Franz Jacob (de), Bernhard Bästlein et Karl Klodt (Saefkow-Jacob-Bästlein-Organisation) . Judith Auer entretient une grande relation d'amitié avec Änne Weiß qui deviendra la femme de Saefkow.
Elle gère les finances du groupe clandestin et est agent de liaison. Profitant de déplacements officiels, elle établit la liaison avec Theodor Neubauer et Magnus Poser en Thuringe. Pendant plusieurs mois, elle cache également Franz Jacob dans son appartement après sa fuite de Hambourg.
Le 7 juillet 1944, Judith Auer est arrêtée sur son lieu de travail. Elle est condamnée à mort par le Volksgerichtshof en même temps que Bruno Hämmerling et Franz Schmidt. Judith Auer est exécutée par pendaison à la prison de Plötzensee, le 27 octobre 1944.

## Reconnaissances

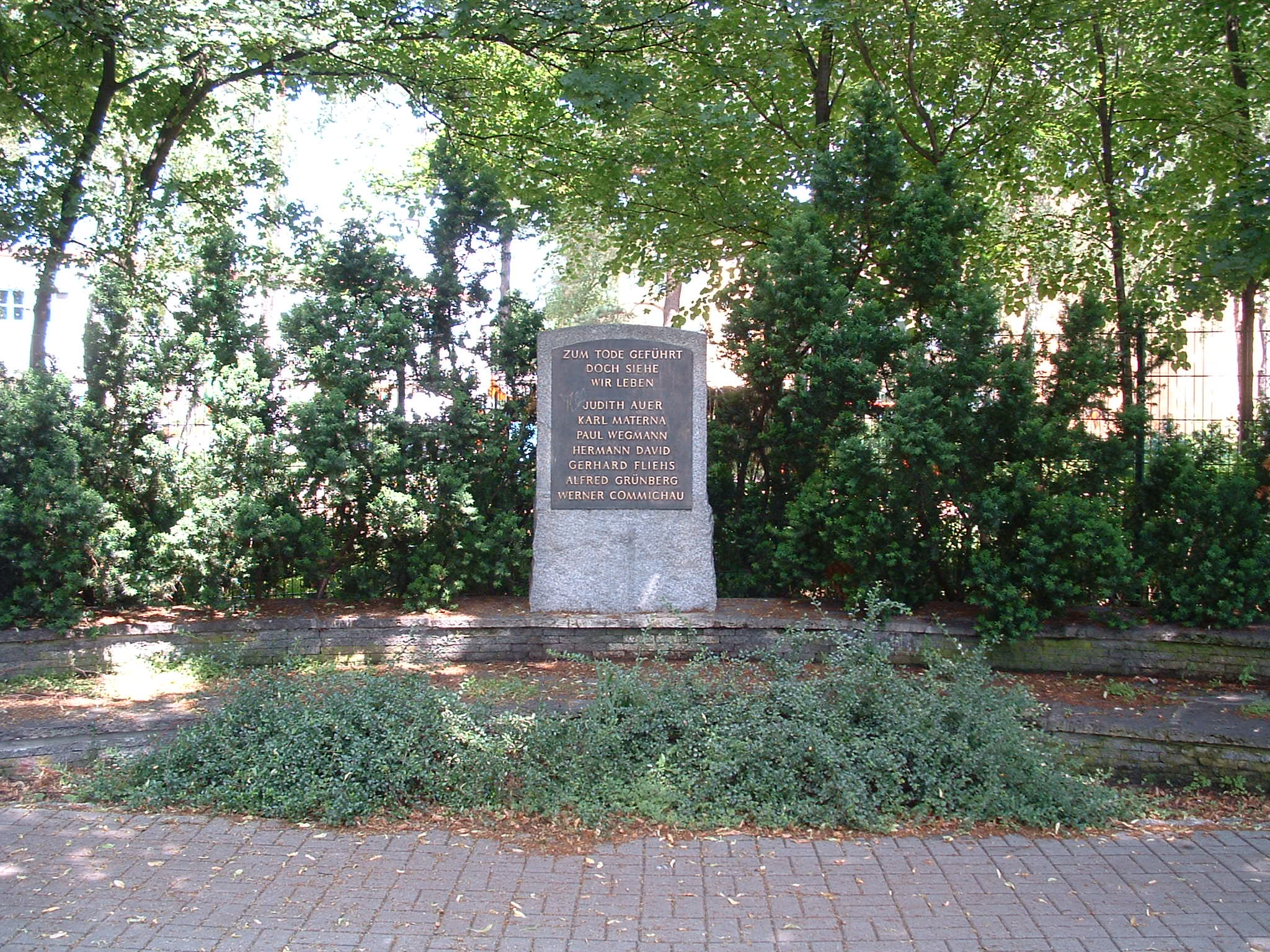
Monument commémoratif à Berlin-Bohnsdorf où figure le nom de Judith Auer.

Plusieurs rues portent son nom en République démocratique allemande comme à Berlin-Lichtenberg, Leipzig et à Jena ainsi que des institutions comme la maison d'enfants de Barth,,.